# 米尔诺 (北达科他州)
米尔诺（英語：Milnor）是美国北达科他州下属的一座城市。根据2010年美国人口普查，该市有人口653人。2011年估计该市有人口647人，相对于2010年，增长率为?0.92%。